# At the close of every day

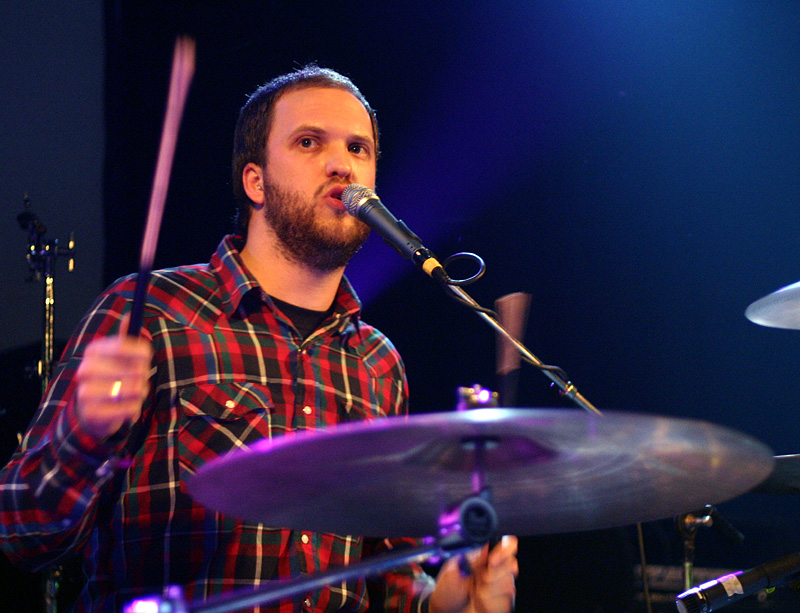
Zanger/drummer Minco Eggersman van at the close of every day

At the close of every day (geheel met kleine letters geschreven) is een Nederlandse band bestaande uit Minco Eggersman (zang en drums) en Axel Kabboord (gitaar). Tijdens optredens wordt de band bijgestaan door audiotransparent-bassist Bart Looman (tot en met 2006 door de in Denemarken wonende Noor Jan-Erik Stig). De muziekstijl kan beschreven worden als een mix van melancholieke pop en emo, samengevat in de term "nachtmuziek", of "Hollandia" (als in: americana). Veel van de nummers van at the close of every day hebben een christelijke ondertoon, zij het niet expliciet.

## Geschiedenis
In 2002 begonnen Minco Eggersman (Rollercoaster 23) en Axel Kabboord (This Beautiful Mess) naast hun andere bands het ingetogen project at the close of every day en brachten het album zalig zijn de armen van geest uit. Hun verstilde liedjes zijn te vergelijken met Amerikaanse bands als Sparklehorse, Pedro The Lion en Low. Het enige Nederlandstalige nummer is tevens de titel van het album. In 2003 kwam de ep if you spoke to me uit en deed de groep een Europese tournee met de Amerikaanse band 16 Horsepower. 
Het volgende album, the silja symphony uit 2004, is geïnspireerd door een documentaire over de ramp met de veerboot Estonia in 1994. Het album won in september 2004 VPRO's 3VOOR12 Award voor beste Nederlandse album. The sound of someone watching me (cd en dvd) uit 2004 bevat een registratie van het optreden in de Ancienne Belgique te Brussel op 12 november 2003. Hierna verscheen in september 2005 de geluiden van weleer (het liedboek voor de mensen), een volledig Nederlandstalig album met onder meer een cover van Doe Maar en een duet met Spinvis. De verpakking is in de stijl van een gereformeerd liedboek. Al het werk van de groep is verschenen op het Nederlandse label Volkoren.

## Troostprijs
Het voorlaatste album bevat remixen van bestaande nummers van at the close door andere artiesten, waaronder Hood, Styrofoam, Solex, Sylvain Chauveau, Dialect, Spinvis, The Dead Texan, Diefenbach, Kettel en Donato Wharton. Het album heet leaves you puzzled en kwam op 12 maart 2007 uit. Hierop volgde een korte tournee om het album onder de aandacht te brengen, waarna de band de studio indook om een echte nieuwe plaat op te nemen, die begin 2008 is uitgekomen onder de naam troostprijs. Dit weer Engelstalige album is goed ontvangen en ondertussen ook in Brazilië uitgebracht. Troostprijs kenmerkt zich door een iets lichtere en uitbundigere aanpak vergeleken met zijn voorgangers.
In 2013 verscheen de verzamelplaat Monsters, met een aantal nieuwe liedjes, waarna in 2015 een volledig nieuw album verscheen, dat de naam Darkness Travels Light kreeg.

## Discografie

### Albums
- Zalig zijn de armen van geest (1 augustus 2002)
- If you spoke to me (ep) (1 augustus 2003)
- The silja symphony (1 februari 2004)
- The sound of someone watching me (live) (1 oktober 2004)
- De geluiden van weleer (Het liedboek voor de mensen) (12 september 2005)
- Leaves you puzzled (12 maart 2007)
- Troostprijs (10 maart 2008)
- Monsters (2013)
- Darkness travels light (2015)

### Dvd
- The sound of someone watching me (1 oktober 2004)

### Compilaties
- Hits of the 80's (Sally Forth Records, 2002) - Bijdrage: "under the milky way" (cover van The Church)
- The Pet Series Vol. 1 (Sally Forth Records, 2002) - Bijdrage: "under the milky way" (cover van The Church)
- Emo Diaries Part 9 (Deep Elm Records, 2003) - Bijdrage: "high school lovers usa"
- Het Dagelijks Brood (Volkoren, 2004) - Bijdragen: "the maria tales" en "zalig zijn de armen van geest" (live)